# المطار (فلم)
المطار (بالإنجليزية: Airport) هو فيلم إثارة تم إنتاجه في الولايات المتحدة وصدر في سنة 1970. الفيلم من إخراج جورج سيتون وكتابة جورج سيتون.

## بطولة
- برت لانكستر
- دين مارتن
- جاكلين بيسيه
- هيلين هايز

## الميزانية والإيرادات
بلغت تكلفة إنتاج الفيلم حوالي 10.2 مليون دولار بينما حقق أرباحا تقدر بـ 100,489,151 دولار.

### ترشيحات وجوائز
| السنة | الحدث  | الفئة     | النتيجة |
| ----- | ------ | --------- | ------- |
|       | أوسكار | أفضل فيلم | ترشـيـح |

## وصلات خارجية
- مقالات تستعمل روابط فنية بلا صلة مع ويكي بيانات

1. ↑  Link، Tom (1991). Universal City-North Hollywood: A Centennial Portrait. Chatsworth, California: Windsor Publications. ص. 87. ISBN:0-89781-393-6.
2. ↑  Canby, Vincent (6 مارس 1970). "The Screen: Multi-Plot, Multi-Star 'Airport' Opens: Lancaster and Martin in Principal Roles Adaptation of Hailey's Novel at Music Hall". نيويورك تايمز. مؤرشف من الأصل في 2013-11-02. اطلع عليه بتاريخ 2009-08-31.
3. ↑  Variety, Review of Airport, Thursday, January 1, 1970 [وصلة مكسورة] نسخة محفوظة 19 مارس 2020 على موقع واي باك مشين.